# Huell Howser
Huell Burnley Howser (Gallatin, 18. listopada, 1945. – Palm Springs, Kalifornija, 7. siječnja 2013.), američki je glumac komičar.

## Vanjske poveznice
- Huell Howser na IMDB-u